# ASES Spaceflight Technology
Die ASES Spaceflight Technology GmbH (chinesisch 上海埃依斯航天科技有限公司, Pinyin Shànghǎi Āiyīsī Hángtiān Kējì Yǒuxiàn Gōngsī) mit Firmensitz im Stadtbezirk Minhang von Shanghai ist eine Tochtergesellschaft der Shanghaier Akademie für Raumfahrttechnologie (SAST).
Bekanntestes Produkt der Firma sind die Datensammel-Satelliten der von der Guodian Gaoke Technologie GmbH betriebenen Tianqi-Konstellation. ASES bietet für kommerzielle Kunden aber auch umfassende Systemlösungen, von der Konstruktion von Satelliten über deren Start mit Trägerraketen der SAST bis zur Betreuung der Satelliten im Orbit.

## Geschichte
Die ASES GmbH ist eine Ausgründung des Forschungsinstituts für Raumfahrtsysteme der Akademie für Raumfahrttechnologie, auch bekannt als „Institut 805“. Das Institut 805 seinerseits wurde im Jahr 1969 gegründet, als die später unter der Bezeichnung „Viererbande“ bekannt gewordene Gruppe von Linksextremisten nach dem Zwischenfall an der Dsungarischen Pforte vom 13. August 1969 dem Zweiten Büro für Maschinenbau und Elektrotechnik den Auftrag erteilte,  auf der Basis der damals noch in Entwicklung befindlichen Interkontinentalrakete Dongfeng 5 eine zweistufige Trägerrakete mit Flüssigkeitstriebwerken zu entwickeln, die ebenfalls beim Zweiten Büro zu entwickelnde elektronische Aufklärungssatelliten vom Typ „Changkong 1“ in eine erdnahe Umlaufbahn tragen sollte.
1978 wurde dem Zweiten Büro der Auftrag zur Entwicklung einer auf der Fengbao 1 von 1969 basierenden, dreistufigen Trägerrakete erteilt, die einen Satelliten in eine geostationäre Transferbahn tragen konnte. Dieser Auftrag wurde 1982 gestoppt, Chinas erster geostationärer Satellit Dong Fang Hong 2-2 wurde am 8. April 1984 mit einer Changzheng 3 der Chinesischen Akademie für Trägerraketentechnologie gestartet. Stattdessen sollte das im Juni 1982 in „Shanghaier Raumfahrtbüro“ umbenannte Zweite Büro nun die dreistufige Trägerrakete Changzheng 4A entwickeln, die den ebenfalls dort zu entwickelnden Wettersatelliten Fengyun 1A in eine sonnensynchrone Umlaufbahn befördern sollte. Noch 1984 wurde das Institut 805 in seiner heutigen Form als „Shanghaier Forschungsinstitut für Raumfahrtsysteme“ (上海宇航系统工程研究所) neu organisiert, es hatte sich speziell mit der Trägerrakete und ihren Nachfolgern zu befassen (der Satellit wurde vom Forschungsinstitut 509 des Shanghaier Raumfahrtbüros entwickelt).
Am 17. Januar 1992 wurde bei der Kommission für Wissenschaft, Technik und Industrie für Landesverteidigung die „Arbeitsgruppe Machbarkeitsstudie bemanntes Raumfahrtprogramm“ eingerichtet, und am 14. August 1992 gründete das Institut 805, das im weiteren Verlauf das Servicemodul der Shenzhou-Raumschiffe bauen sollte, das „Shanghaier Ingenieurbüro für galaktische Wissenschaft und Technologie“ (上海天河科技工程公司). Die Rechtsform war die eines Beschäftigtenkollektivs auf der Basis der „Bestimmungen der Volksrepublik China über städtische Unternehmen im Kollektivbesitz“ vom 9. September 1991 (中华人民共和国城镇集体所有制企业条例).
Dorthin wurde nun die Entwicklung von elektrotechnischen Systemen ausgelagert. Der Firmensitz befand sich, ebenso wie der der Akademie für Raumfahrttechnologie, im Shanghaier Stadtbezirk Minhang, allerdings am Sitz des Instituts 805 in der Chunguang-Straße. Am 17. Mai 2016 erfolgte die Umwandlung in eine GmbH im Staatsbesitz mit einem Stammkapital von 3,5 Millionen Yuan und dem Institut 805 als alleinigem Gesellschafter. Damit einhergehend wurde der Name der Firma in „ASES Spaceflight Technology GmbH“ geändert, wobei das Akronym „ASES“ für Agile Simple Economical Space steht.
Im Zusammenhang mit der Tianqi-Satellitenkonstellation der Pekinger Guodian Gaoke Technologie GmbH, für die ASES die Satelliten baut, wurde am 8. Juni 2018 der Unternehmensgegenstand auf Kommunikationstechnik erweitert. Am 23. Juli 2018 wurde das Stammkapital der Firma auf 20 Millionen Yuan erhöht. Ursprünglich war in der Satzung der ASES GmbH festgelegt, dass sie nur bis zum 25. Juli 2021 in Betrieb bleiben und dann aufgelöst werden sollte. Am 13. August 2018 wurde nun mit Wirkung vom 30. August 2018 die Satzung dahingehend geändert, dass es kein festgelegtes Ende der Betriebsdauer mehr gibt. Außerdem wurde die Zahl der Vorstandsmitglieder von drei (die gesetzlich vorgeschriebene Mindestzahl) auf sieben erhöht.
Am 29. Oktober 2018 startete Tianqi 1 ins All.

## Geschäftsbereiche
Das Hauptgeschäftsfeld der ASES GmbH sind heute Kleinsatelliten. Neben den rund 50 kg schweren Tianqi-Satelliten für das Internet der Dinge entwickelte man unter anderem den am 12. September 2019 gestarteten Nanosatelliten Taurus (金牛座纳星), ein etwa 4 kg schwere 3U-Cubesat, der über ein dünnes, 2,25 m² großes Segel verfügte.
Das Segel selbst wurde vom Labor für Weltraumstrukturen (空间结构与机构技术实验室) des Instituts 805 entwickelt.
Hierbei handelt es sich nicht um ein Sonnensegel, sondern um ein Mittel, um die Oberfläche des Satelliten und damit seinen Strömungswiderstand in der Exosphäre zu vergrößern. Man hofft, auf diese Art in Zukunft ausgediente Satelliten schneller zum Absturz zu bringen und so die Menge des Weltraummülls in erdnahen Umlaufbahnen zu reduzieren. Taurus wurde in eine Polarbahn von ca. 740 km Höhe gebracht, dann wurde am 18. September 2019 das auf Golfballgröße zusammengefaltete, in der den Satelliten beim Start mit der Rakete verbindenden Struktur auf der Unterseite des Gehäuses verstaute Segel entfaltet.
Ein Kleinsatellit mit einer Masse von 15 kg würde in einer Umlaufbahn von 700 km Höhe ohne weitere Maßnahmen rund 120 Jahre verweilen. Mit einem 2 m² großen Bremssegel reduziert sich die Zeit im Orbit für einen derartigen Satelliten auf maximal 10 Jahre. Da es sich hierbei um ein passives System handelt, das nur etwas Strom zum Aufspannen der Segel benötigt, aber keinen Treibstoff, kann es ganz am Ende der Lebensdauer eines Satelliten ausgelöst werden.  Am 15. Juni 2020 konnte die China Aerospace Science and Technology Corporation, die Muttergesellschaft der SAST, mit einem kommerziellen Kunden einen Vertrag über den Bau einer kleineren Anzahl von Satelliten unterzeichnen, die dieses System verwenden:
die am 27. April 2021 gestarteten Erdbeobachtungssatelliten Qilu 4 (齐鲁四号) und Foshan 1 (佛山一号) sowie um die am 14. Oktober 2021 gestarteten Golden Bauhinia 2 (金紫荆二号, Erdbeobachtung) und Tianshu 1 (天枢一号, Beidou-Augmentation).
Bei einem vom Stadtbezirk Shunde von Foshan, Provinz Guangdong, finanzierten Projekt zur Erprobung von Technologien für einen auf Satelliten in erdnahen Umlaufbahnen basierenden Internetzugang stellte ASES nur den Bus für die beiden Testsatelliten Shuntian (顺天号) und Yuheng (玉衡号) zur Verfügung, während die Universität für Wissenschaft und Technik der Landesverteidigung in Zusammenarbeit mit der China Electronics Technology Group Corporation die Router mit einer Datenübertragungsrate von 10 Gbit/s entwickelte und baute.
Nach einem ersten Test am 24. Oktober 2018, bei dem ein einzelnes Gerät auf Weltalltauglichkeit geprüft wurde, wurden Shuntian und Yuheng am 20. Dezember 2019 mit einer Changzheng 4B der SAST in eine sonnensynchrone Umlaufbahn von 630 km Höhe gebracht.
Bei dem Test am 24. Oktober 2018 kam ein von ASES in Zusammenarbeit mit der Shanghaier Fudan-Universität entwickeltes und am 14. November 2017 beim Start des Wettersatelliten Fengyun-3D erstmals erprobtes System zum Einsatz, wo die dritte Stufe einer Changzheng-4-Rakete, die normalerweise nach dem Aussetzen der Nutzlast als Weltraumschrott im Orbit bleibt, als kleines „Raumlabor“ für Experimente genutzt wird.
Die mitgenommenen Experimente befinden sich jedoch nicht im Inneren der Raketenstufe, sondern sind auf der Oberseite rund um die Vorrichtung zum Aussetzen der eigentlichen Nutzlast montiert. Die Raketenstufe wurde mit einer zusätzlichen Stromversorgung sowie Systemen für Telemetrie, Steuerung und Navigation ausgerüstet, die einen Betrieb der Nutzlasten über einen Zeitraum von 6 Monaten bis 2 Jahren ermöglichen.
Die Nutzlast kann bis zu 25 kg wiegen, der Preis für die Mitnahme lag 2022 je nach Gewicht und Anforderungen an Stromverbrauch etc. zwischen 800.000 und 3 Millionen Yuan.
Um die Oberstufe nach dem Ende der Nutzung wieder zu entsorgen, entwickelte ASES zusammen mit dem Institut 805 eine größere Version des Bremssegels von 2019, die für alle Raketen der SAST geeignet ist, also der Changzheng 2D, Changzheng 4B und Changzheng 4C. Dieses Bremssegel besitzt eine Oberfläche von 25 m². Die Dicke des Materials beträgt nur 1/10 des Durchmessers eines menschlichen Haars, der gesamte Apparat mit dem zusammengefalteten Segel und den vier Aufspannstreben ist in einem flachen Behälter von etwa 10 cm Seitenlänge untergebracht. Nach den Erfahrungen bei dem Segel für Kleinsatelliten geht die Firma davon aus, dass die große Version eine 300 kg schwere Endstufe innerhalb von 2 Jahren zum Absturz bringen kann. Erstmals eingesetzt wurde das neue System bei einer am 23. Juni 2022 gestarteten Changzheng 2D. Knapp drei Tage nach dem Start und demAussetzen der Nutzlast (drei Erdbeobachtungssatelliten vom Typ Yaogan 35) wurde das Segel erfolgreich entfaltet.
Bei den an der ersten Stufe der Changzheng 4B angebrachten Gitterflossen, die den Fall der abgetrennten Stufe lenken und die Ausdehnung des Absturzgebiets um 85 % reduzieren, ist ASES für das Bildübertragungssystem der Telemetrie zuständig.
Ende 2020 hatte die ASES GmbH 281 sozialversicherungspflichtig Beschäftigte, Vorstandsvorsitzender der Firma ist seit dem 30. August 2018 Zeng Zhankui (曾占魁), Assistent des Leiters des Forschungsinstituts 805.
Zu Umsatz und Gewinn macht die Firma keine Angaben. Zur Einordnung: die Preise für auf dem Bus SL-A der Firma beruhende Satelliten begannen 2022 bei 5 Millionen Yuan, auf dem Bus SL-C beruhende Satelliten kosteten mindestens 20 Millionen Yuan (1 Yuan entspricht von der Kaufkraft her etwa 1 Euro).

## Satellitenbusse
Neben Sonderanfertigungen wie Satelliten mit Bremssegel bietet die ASES GmbH drei Standard-Satellitenbusse der Star-Light-Serie (星光平台) an:
|                            | SL-A     | SL-B      | SL-C       |
| -------------------------- | -------- | --------- | ---------- |
| Startmasse                 | 10–35 kg | 35–65 kg  | 65–160 kg  |
| Nutzlastmasse              | 5–15 kg  | 15–25 kg  | 25–60 kg   |
| Stromversorgung (Nutzlast) | 20 W     | 35 W      | 200 W      |
| Ausrichtungsgenauigkeit    | 0,1°     | 0,05°     | 0,01°      |
| Ausrichtungsstabilität     | 0,01°/s  | 0,005°/s  | 0,001°/s   |
| Datenübertragungsrate      | 2 Mbit/s | 20 Mbit/s | 400 Mbit/s |
| Maximale Lebensdauer       | 2 Jahre  | 3 Jahre   | 5 Jahre    |

## Wissenschaftspopularisierung
Die ASES GmbH ist als Staatsbetrieb stark in der Wissenschaftspopularisierung engagiert. So werden für Schüler Sommerlager angeboten, Prominente wie die Raumfahrerin Wang Yaping führen Kinder in die Thematik ein. Außerdem gibt es Kurse, wo Ingenieure der Firma Schülern die Konstruktion von Kleinsatelliten erläutern, die dann Cubesat-Modelle mit den entsprechenden Systemen ausstatten müssen. In anderen Kursen werden zum Beispiel die Probleme bei der Konstruktion von Mondrovern vermittelt; die von den Schülern gebastelten Modelle müssen in einer Mondlandschaft erprobt werden.